# KKS Tarnowskie Góry
KKS Tarnowskie Góry (pełna nazwa: Koszykarski Klub Sportowy Tarnowskie Góry) – polski klub koszykówki mężczyzn (ze względów sponsorskich występujący od sezonu 2024/2025 pod nazwą GMS Polaris KKS Tarnowskie Góry) grający w II lidze z siedzibą w Tarnowskich Górach.

## Historia[2]
Klub rozpoczął działalność w 2004 roku początkowo skupiając się jedynie na szkoleniu dzieci i młodzieży. Od 2015 roku w rozgrywkach ligowych bierze udział drużyna seniorów.
Barwami klubu są kolor żółty i czarny nawiązujące do herbu miasta Tarnowskie Góry. Drużyna trenuje oraz rozgrywa mecze w hali sportowej: Hala Sportowa Tarnowskie Góry.
Drużyna seniorów w sezonach 2015/2016, 2016/2017, 2017/2018 występowała w rozgrywkach o mistrzostwo III ligi zajmując odpowiednio czwarte oraz dwukrotnie drugie miejsce. Pomimo grania w turniejach barażowych o awans zespół nie zdołał wywalczyć promocji na wyższy szczebel rozgrywkowy.
Przed sezonem 2018/2019 KKS Tarnowskie Góry otrzymał dziką kartę uprawniającą do gry w II lidze.

## Sezon po sezonie
| Sezon                                      | Liga     | Poziom ligowy | Runda zasadnicza | Play-off |
| ------------------------------------------ | -------- | ------------- | ---------------- | -------- |
| 2015/16                                    | III liga | 4             | 4 m.             | -        |
| 2016/17                                    | III liga | 4             | 2 m.             | [ 8 ]    |
| 2017/18                                    | III liga | 4             | 2 m.             | [ 8 ]    |
| otrzymanie dzikiej karty do gry w II lidze |          |               |                  |          |
| 2018/19                                    | II liga  | 3             | 8 m.             | 1/16     |
| 2019/20                                    | II liga  | 3             | 10 m.            | -        |
| 2020/21                                    | II liga  | 3             | 4 m.             | 1/16     |
| 2021/22                                    | II liga  | 3             | 4 m.             | 1/8      |
| 2022/23                                    | II liga  | 3             | 9 m.             | -        |
| 2023/24                                    | II liga  | 3             | 10 m.            | -        |
| 2024/25                                    | II liga  | 3             | 5 m.             | 1/16     |

## Kadra (od sezonu 2018/2019)[20]
- sezon 2018/2019[21] - Maciej Balcerzak, Cyprian Błaszczyk, Jakub Chorążak, Rafał Czompelik, Maciej Jelonek, Filip Kobek, Michał Nikiel, Szymon Podgórski, Artur Sapiński, Dawid Weiss, Adam Wilkin, Grzegorz Zadęcki. Trener: Radosław Kuciński
- sezon 2019/2020[22] - Maciej Balcerzak, Rafał Czompelik, Sebastian Dąbek, Mikołaj Grocholewski, Przemysław Gworek, Maciej Jelonek, Filip Kobek, Michał Kuboszek, Michał Nikiel, Szymon Podgórski, Artur Sapiński, Filip Staniszewski, Dawid Weiss, Adam Wilkin, Tomasz Wróbel, Grzegorz Zadęcki. Trener: Radosław Kuciński
- sezon 2020/2021[23] - Miłosz Bełdycki, Rafał Czompelik, Mikołaj Grocholewski, Michał Lenart, Aleksander Maślanka, Paweł Mecner, Michał Nikiel, Mateusz Pawlik, Szymon Podgórski, Franciszek Skrabek, Kamil Smyła, Filip Staniszewski, Dawid Weiss, Adam Wilkin, Bartłomiej Wróblewski, Grzegorz Zadęcki, Wojciech Zurawski. Trener: Radosław Kuciński
- sezon 2021/2022[24] - Jakub Czyż, Mateusz Gazarkiewicz, Mikołaj Grocholewski, Michał Lenart, Aleksander Maślanka, Paweł Mol, Mateusz Piotrkowski, Szymon Podgórski, Franciszek Skrabek, Kamil Smyła, Maciej Wąsowicz, Dawid Weiss, Adam Wilkin, Grzegorz Zadęcki. Trener: Radosław Kuciński
- sezon 2022/2023[25] - Jakub Baran, Miłosz Bełdycki, Jakub Czyż, Mikołaj Grocholewski, Marcin Kowalski, Nikodem Kowalski, Michał Lenart, Marcin Majcherek, Aleksander Maślanka, Oliwier Panek, Szymon Podgórski, Paweł Respondek, Franciszek Skrabek, Franciszek Soiński, Dawid Weiss, Adam Wilkin. Trener: Radosław Kuciński
- sezon 2023/2024[26] - Jakub Baran, Miłosz Bełdycki, Kacper Cichy, Jakub Czyż, Aleksander Dziekański, Dawid Józefowski, Nikodem Kowalski, Igor Kuciński, Michał Lenart, Marcin Majcherek, Aleksander Maślanka, Szymon Podgórski, Franciszek Skrabek, Dawid Weiss, Adam Wilkin, Bartłomiej Wróblewski. Trener: Radosław Kuciński
- sezon 2024/2025[27][28] -  Jakub Baran, Jakub Czyż, Yaroslav Fomichov, Jakub Holewa, Igor Kuciński, Michał Lenart, Łukasz Lewiński, Marcin Majcherek, Aleksander Maślanka, Filip Miś, Patryk Piszczatowski, Szymon Podgórski, Franciszek Skrabek, Bartłomiej Wróblewski, Przemysław Zygmunciak. Trener: Bartłomiej Wróblewski